# モンスター: その瞳の奥に
『モンスター: その瞳の奥に』（原題:Monster）は2018年に公開されたアメリカ合衆国のドラマ映画である。監督はアンソニー・マンドラー、主演はケルヴィン・ハリソン・Jrが務めた。本作はウォルター・ディーン・マイヤーズが2000年に上梓した小説『Monster』を原作としている。

## 概略
17歳の高校生、スティーヴ・ハーモンは身に覚えのない殺人容疑で逮捕されてしまった。自らの無実を証明しようとしたスティーヴだったが、警察や司法は彼が犯人であると信じ込んでおり、極めて不利な状況に追い込まれた。それでもなお、スティーヴは僅かな可能性を信じて裁判に臨むのだった。

## キャスト
- スティーヴ・ハーモン：ケルヴィン・ハリソン・Jr
- ミセス・ハーモン：ジェニファー・ハドソン
- ミスター・ハーモン：ジェフリー・ライト
- モーリーン・オブライエン：ジェニファー・イーリー
- リロイ・サヴィッキ：ティム・ブレイク・ネルソン
- ウィリアム・キング：エイサップ・ロッキー
- リチャード・エヴァンス（ボボ）：ジョン・デヴィッド・ワシントン
- レイモンド・グリーン（サンセット）：ナズ
- アンソニー・ペトロチェッリ：ポール・ベン＝ヴィクター
- アレクサンドラ・フロイド：マイキー・マディソン
- カリル刑事：ジョニー・コイン
- レネー・ピックフォード：ラヴィー・シモーン

## 製作
2016年10月17日、ジェニファー・ハドソン、ナズ、ケルヴィン・ハリソン・Jr、エイサップ・ロッキーが本作に出演することになったとの報道があった。
戦闘シーンの撮影中、ロッキーが鼻を骨折するという事故が発生した。

## 公開・マーケティング
2018年1月22日、本作はサンダンス映画祭でプレミア上映された。2019年4月22日、エンターテインメント・スタジオズが本作の全世界配信権を獲得し、タイトルを『Monster』から『All Rise』に変更したと報じられた。2020年11月10日、Netflixが本作の配信権を購入し、タイトルを『Monster』に戻したとの報道があった。2021年4月7日、本作のオフィシャル・トレイラーが公開された。

## 評価
本作は批評家から好意的に評価されている。映画批評集積サイトのRotten Tomatoesには43件のレビューがあり、批評家支持率は67%、平均点は10点満点で6.2点となっている。また、Metacriticには14件のレビューがあり、加重平均値は60/100となっている。